# 寻找希格斯粒子
《寻找希格斯粒子》（The Particle at the End of the Universe: How the Hunt for the Higgs Boson Leads Us to the Edge of a New World）是美国理论物理学家肖恩·M·卡罗尔撰写的科普书籍。该书最初由达顿出版社于2012年11月13日发行。湖南科学技术出版社出版了其简体中文版，并归入其《第一推动丛书》。

## 背景
该书是卡罗尔的第三本书，着重介绍了全球搜寻希格斯玻色子，并在欧洲核子研究中心的大型强子对撞机上发现的过程。卡罗尔解释说，这次搜寻是追求获奖的科学家和国家之间“金钱、政治和嫉妒”的故事。《寻找希格斯粒子》获得了2013年英国皇家学会科学图书奖。评委们说：“这本书能让你想象出难以想象的事情。这是一个从头到尾的科学发现故事。它的脱颖而出，是因为它很好地讲述了一个非凡的故事，讲给非专业的人。”文字始于2012年7月4日宣布发现玻色子的激动人心的日子，然后回溯到首先提出“宇宙中所有物质由无穷小的元素碎片所组成”的古希腊哲学家，然后再重点讲述如何全球搜寻为其它所有粒子赋予质量的神秘粒子。

## 评价
曼吉特·库马尔为《独立报》撰文称：“尽管读起来并不总是那么轻松，但卡罗尔的书揭示了处于前沿的现代物理学，需要非凡的奉献和豪赌的意愿，以寻求独特的回报。正如他所说：‘一切皆以具备，世界就会改变。’”天体物理学家亚当·弗兰克在为NPR撰写的评论中说：“这本书成功地将希格斯粒子背后物理学胜利的清晰描述与搜寻本身非常人性化的故事结合起来。正如卡罗尔所说，寻找希格斯粒子不仅仅是关于亚原子粒子和深奥思想的故事，也是一个关于金钱、政治和嫉妒的故事。这本书并不局限于物理学中的大思想和大事件之旅。凭借机智和诚实，卡罗尔传达了为什么科学的基本问题对人类文化如此重要。”《洛杉矶时报》的戴维·L·乌林（David L. Ulin）写道：“这本书最接近形而上学，但同样是一个令人惊叹的陈述。他的意思是，毕竟，科学是一种高度自我发现的形式，我们在其中研究的宇宙就是我们自己。”《出版者周刊》的评论说：“无论是解释像场论和对称性这样的复杂物理学，还是解释粒子加速器的工作原理，卡罗尔的清晰和无拘束的热情，都揭示了发现本身的纯粹兴奋，同时又阐明了事实。”